# Götene köping
Denna artikel handlar om den tidigare kommunen Götene köping. För orten se Götene, för dagens kommun, se Götene kommun.
Götene köping  var tidigare en kommun i Skaraborgs län.

## Administrativ historik
När 1862 års kommunalförordningar trädde i kraft inrättades Götene landskommun i Götene socken i Kinne härad i Västergötland. 5 februari 1918 inrättades här Götene municipalsamhälle. Landskommunen med municipalsamhället ombildades till Götene köping vid kommunreformen 1952 genom sammanläggning med Holmestads, Kinne-Vedums, Sils och Vättlösa landskommuner. Det var en av få köpingsbildningar som genomfördes i samband med den kommunreformen. År 1967 förenades Husaby och Kinnekulle landskommuner med köpingen, som när enhetlig kommuntyp infördes 1971 omvandlades till Götene kommun.

### Kyrklig tillhörighet
Vid bildandet tillhörde köpingen församlingarna Götene, Holmestad, Kinne-Vedum, Sil och Vättlösa. Den 1 januari 1967 tillkom församlingarna Husaby, Broby, Hangelösa, Kinne-Kleva, Källby, Ledsjö, Ova, Skeby, Skälvum, Forshem, Fullösa, Kestad, Medelplana, Västerplana och Österplana.

## Köpingsvapnet
Blasonering: I rött fält en heraldisk källa av silver och blått samt däröver ett latinskt kors av silver mellan två stolpvis ställda svärd, likaledes av silver.
Vapenbilden går tillbaka på en helgonlegend. Vapnet utformades av Svenska Kommunalheraldiska Institutet och fastställdes av Kungl Maj:t 1953 för Götene köping och registrerades för kommunen i PRV 1974.

## Geografi
Götene köping omfattade den 1 januari 1952 en areal av 122,31 km², varav 122,05 km² land.

### Tätorter i köpingen 1960
I Götene köping fanns tätorten Götene, som hade 2 695 invånare den 1 november 1960. Tätortsgraden i köpingen var då 53,3 procent.

## Politik

### Mandatfördelning i valen 1950-1966
| 13 | 8 | 6 | 13 |

| 37 |

| 12 | 5 | 11 | 7 |

| 33 |

| 10 | 8 | 9 | 8 |

| 31 |

| 12 | 8 | 8 | 7 |

| 33 |

|  | 14 | 9 | 7 | 2 | 7 |

| 35 |